# Bożena Koredczuk
Bożena Wiesława Koredczuk (ur. 23 lipca 1964) – polska bibliolog, profesor nauk społecznych, pracownik naukowy Instytutu Nauk o Informacji i Mediach Wydziału Filologicznego Uniwersytetu Wrocławskiego. Od maja 2022 r. kierownik Zakładu Interdyscyplinarnych Badań nad Książką i Komunikacją (wcześniej Zakład Teorii i Historii Książki).

## Życiorys
W 1988 ukończyła studia bibliotekoznawstwa i informacji naukowej na Uniwersytecie Wrocławskim. W 2000 r. obroniła pracę doktorską pt. „"Dictionnaire Raisonne de Bibliologie" 1802–1804 Gabriela Etienne'a Peignota. Studium bibliologiczne”, napisaną pod kierunkiem prof. Anny Żbikowskiej-Migoń. W 2011 r. habilitowała się na podstawie pracy zatytułowanej „Udział inteligencji prawniczej Królestwa Polskiego w kształtowaniu kultury książki (1815-1915)”. W 2022 r. uzyskała tytuł profesora nauk społecznych.
Jest zatrudniona na stanowisku profesora w Instytucie Nauk o Informacji i Mediach (dawny: Instytucie Informacji Naukowej i Bibliotekoznawstwa) na Wydziale Filologicznym Uniwersytetu Wrocławskiego. Była dyrektorem Instytutu w latach 2012–2020. Od 2021 r. jest członkiem Komitetu Historii Nauki i Techniki Polskiej Akademii Nauk.